# Robert Rozanski
Robert Rozanski (ur. 1 kwietnia 1961 we Wolinie) – norweski kajakarz specjalizujący się w rywalizacji na kanadyjkach, olimpijczyk.
Rozanski wystąpił na letnich igrzyskach olimpijskich 1984 w Los Angeles. Rywalizował w konkurencji C-1 500. Poprzez eliminacje, repasaże i półfinał dotarł do finału, w którym z czasem 2:02,12 zajął przedostatnie, 8. miejsce.
Trenował w klubie Bærum KK z miasta Bærum.